# BS日本
株式會社BS日本（ビーエスにっぽん）是日本的一家廣播衛星（BS）電視公司，為日本電視台、NNN的關聯組織，頻道名稱為「BS日視」（BS日テレ），成立於1998年12月2日，開播于2000年12月1日，總部位于東京都港區日本電視台大廈23樓，為日本最早的一家實行24小時播出的民放核心局。

## 歷史

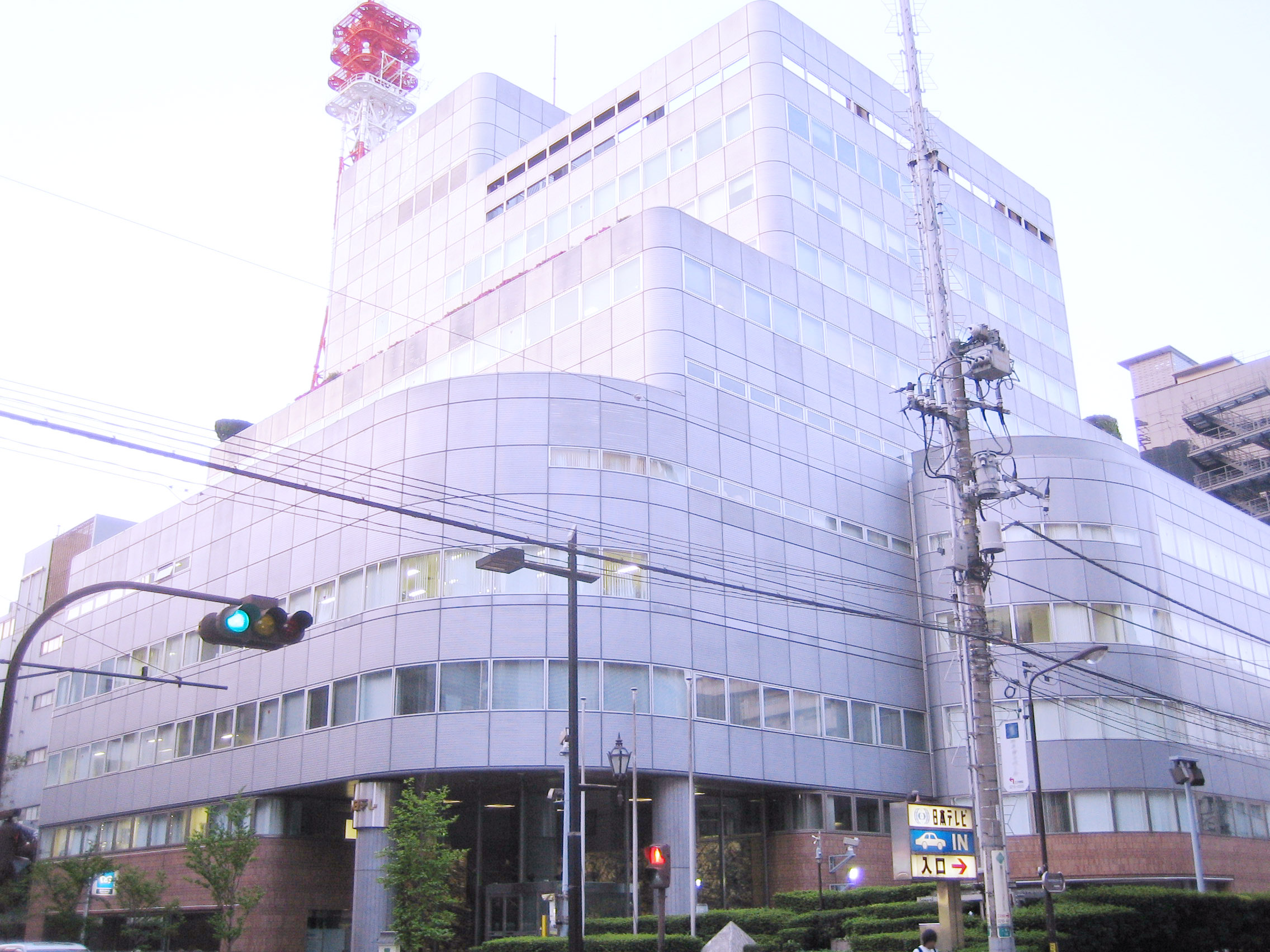
BS日本總部曾於日本電視台麹町分室

- 1998年12月2日，「株式会社」成立，由日本電視台、讀賣新聞社、東芝、松下電器、三菱商事及德間書店合資成立。
- 2000年12月1日11時（日本時間24時制，以下皆同），BS日視開播。
- 2000年12月至2005年11月，BS日視口號為「來看、來看、來玩。BS日視」（みて、みて、あそぶ。BS日テレ）。
- 2004年6月23日，株式会社改名為「株式会社BS日本」。
- 2005年9月30日，BS日視結束電台服務。
- 2005年12月至2008年3月，BS日視口號為「本物空間　BS日視　4 you」（本物空間　BS日テレ　4 you），其中「4」讀作「for」。
- 2008年4月1日，BS日視商標部份改版：「BS」字體顏色改為橙色，「日視」（日テレ）字體改為與日本電視控股（日テレ・グループ・ホールディングス）的「日視」金色字體相同，吉祥物「Nāndarō」（なんだろう）的線條顏色改為金色，BS日視商標在畫面上的顯示位置從左上角改為右上角。
- 2008年4月至2010年2月及2011年4月至9月，BS日視口號為「BS4　BS日視」（BS4　BS日テレ）。
- 2012年，隨著日本電視台重組，BS日視的其他股東退出，此公司遂成為日本電視控股全資附屬機構。
- 2019年9月1日，BS日视4K频道开播。

## 外部連結
- BS日視（页面存档备份，存于）